# Google Directory
O Google Directory (em português Google Diretório) foi um serviço de busca do Google que permitia fazer pesquisas separadas por temas. A relevância das páginas dentro de cada tema era determinada pelo PageRank - número de links que apontavam para determinada página - da mesma. Lançado em abril de 2000 o serviço foi descontinuado em 20 de julho de 2011.